# رضاعة طبيعية ممتدة
في البلدان الغربية عادةً ما تعني الرضاعة الطبيعية الممتدة، الرضاعة بعد سن 12 أو 24 شهراً، وذلك يعتمد على التقاليد والثقافة. وتعتبر الرضاعة الطبيعية على المدى الكامل أو المدى الطبيعي من قبل الكثيرين طريقة أكثر ملاءمة للسماح للطفل بأن يقرر متى يفطم، وهي القاعدة المتعارف عليها في أنحاء كثيرة من العالم.

## أمريكا الشمالية

قياس النسبة المئوية لرضاعة الأطفال الطبيعية في الولايات المتحدة بالشهر منذ الولادة. خط منقط: الرضاعة الطبيعية الخالصة. خط متقطع: أي نوع من الرضاعة الطبيعية. * يقدر في 7 أيام بعد الولادة.

تقول إليزابيث بالدوين في كتاب «الرضاعة الطبيعية الممتدة والقانون»: «نظرًا لأن ثقافتنا تميل إلى اعتبار الثدي كعضو جنسي، قد يكون من الصعب على الناس إدراك أن الرضاعة الطبيعية هي الطريقة الطبيعية لرعاية الأطفال». في الدول الغربية مثل الولايات المتحدة، كندا والمملكة المتحدة، تمديد الرضاعة الطبيعية هو عمل محظور. من الصعب الحصول على معلومات وإحصائيات دقيقة حول الرضاعة الطبيعية الممتدة في هذه البلدان بسبب الإحراج الذي تشعر به الأم. إن الأمهات اللواتي ترعن وترضعن أطفالهن لفترة أطول من المعيار الاجتماعي يخفين أحياناً ممارساتهن عن جميع أفراد العائلة والأصدقاء المقربين جداً. وهذا ما يسمى «الرعاية أو التمريض السري».
في الولايات المتحدة، تعتبر الرضاعة الطبيعية التي تتجاوز سن السنة رضاعة طبيعية ممتدة، وعلى نقيض توصيات منظمة الصحة العالمية التي توصي بالرضاعة الطبيعية الخالصة حتى ستة أشهر، و«الاستمرار في الرضاعة الطبيعية حتى سن عامين أو أكثر» (مع إضافة أغذية المكملة). ذكرت الأكاديمية الأمريكية لطب الأطفال في عام 1997 أن «الرضاعة الطبيعية يجب أن تستمر لمدة لا تقل عن السنة الأولى من الولادة وما بعدها طالما أن الأم والطفل يرغبان في ذلك». 
في الولايات المتحدة بشكل عام، وفقاً لـ «بطاقة تقرير» CDC لعام 2010، يتم إرضاع 43٪ من الرضاعة الطبيعية حتى 6 أشهر و 22.4٪ يرضعون من الثدي حتى 12 شهرًا، على الرغم من اختلاف معدلات الرضاعة الطبيعية بين الولايات.
إرتفعت معدلات الرضاعة الطبيعية في الولايات المتحدة في 6 أشهر من 34.2 ٪ في عام 2000 إلى 43.5 ٪ في عام 2006 وارتفعت معدلات في 12 شهرا من 15.7 ٪ في عام 2000 إلى 22.7 ٪ في عام 2006. كان لأهداف الولايات المتحدة الأمريكية لأصحاء 2010 أن يكون على الأقل 60 ٪ من الأطفال الذين يرضعون رضاعة طبيعية حصرية عند 3 أشهر و 25٪ من الأطفال الذين يرضعون رضاعة طبيعية بشكل حصري عند 6 أشهر، ولم يتم تحقيق هذا الهدف بعد.
كانت هناك عدة حالات في الولايات المتحدة حيث تم أخذ الأطفال بعيدًا عن رعاية أمهم لأن المحاكم أو الوكالات الحكومية وجدت أن الرضاعة الطبيعية الممتدة للأم غير ملائمة. في عام 1992، فقدت أم في نيويورك حضانة طفلها لمدة عام. كانت لا تزال ترضع الطفل في سن الثالثة وتحدثت عن إحساسها بالإثارة الجنسية أثناء الرضاعة الطبيعية للطفل. أخذت السلطات الطفل من المنزل خوفًا من أن الأم قد تعتدي جنسيًا على الطفل. في وقت لاحق، قالت وكالة الخدمة الاجتماعية التي تولت القضية أن هناك ما هو أكثر في القضية مما لا يمكن أن يفصح للصحافة بسبب قوانين السرية والخصوصية. في عام 2000، تم إبعاد طفل من إلينوي من تحت رعاية الأم بعد أن حكم القاضي بأن الطفل قد يعاني من ضرر عاطفي بسبب عدم فطامه. وعاد الطفل فيما بعد إلى الأم. قامت وكالة خدمات اجتماعية في كولورادو بإبعاد طفل يبلغ من العمر 5 سنوات من الأم لأنها كانت لا تزال ترضعه، لكن المحكمة أمرت الطفل بالعودة إلى عائلته على الفور.

## أفريقيا

### غينيا بيساو

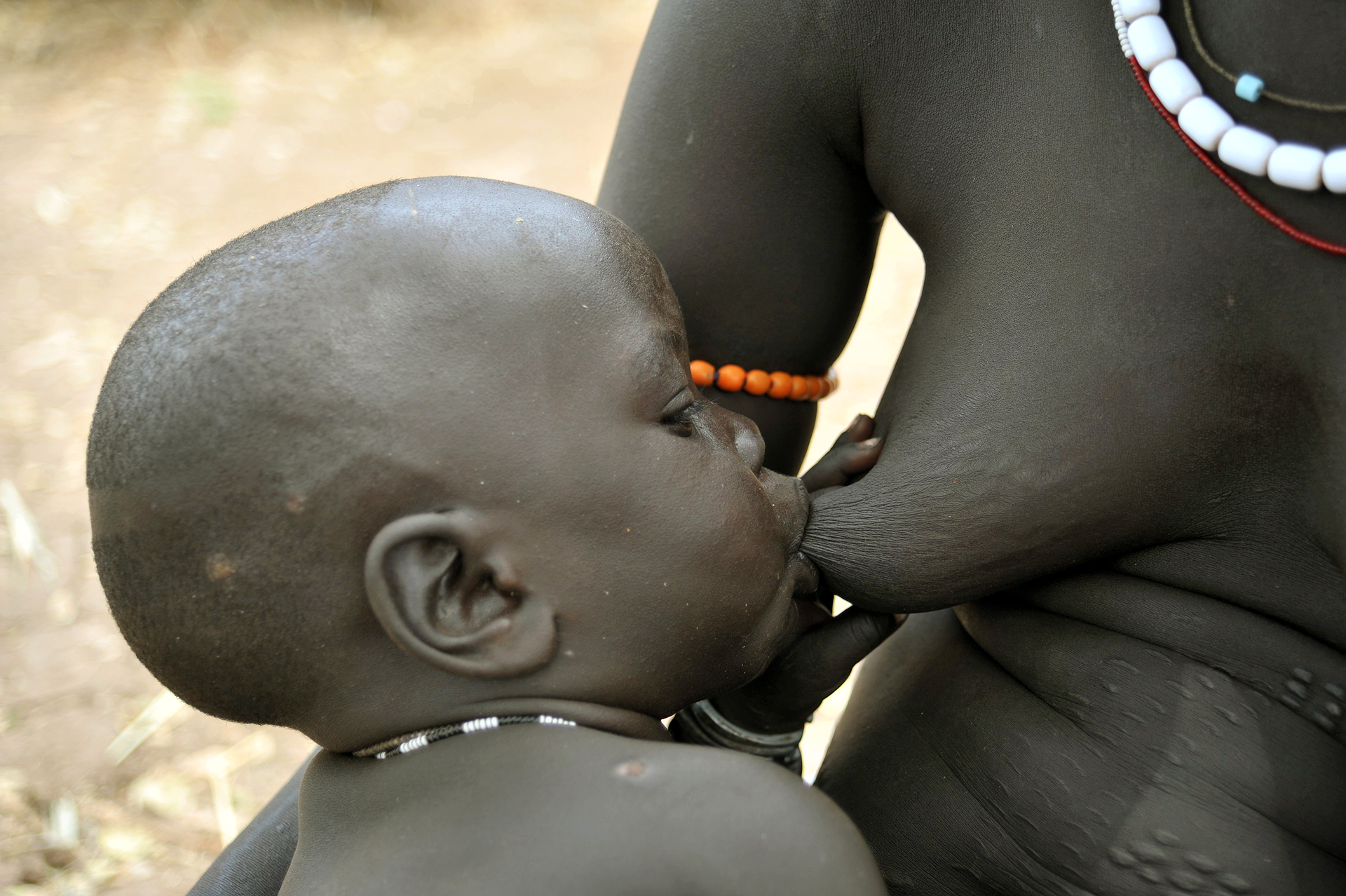
ترضيع طفل أثيوبي.

في غينيا-بيساو، يبلغ متوسط فترة الرضاعة الطبيعية 22.6 شهرًا.

## آسيا وأوقيانوسيا

### الهند
في الهند، كانت الأمهات يرضعن أطفالهن عمومًا حتى عمر 2 إلى 3 سنوات. يتم إعطاء حليب الأبقار مع حليب الثدي على الرغم من أن استخدام التركيبة المختلطة قد أخذ في الارتفاع.
اعتبارا من نوفمبر 2012، أطلقت وزارة النساء وتنمية الطفل، مع اليونيسف كشريك تقني، حملة وطنية لتشجيع الرضاعة الطبيعية الحصرية للرضع حتى سن ستة أشهر - واحدة من بين سلسلة من النصائح التي تصدرها - كجزء من برنامج توعية يهدف إلى القضاء على سوء التغذية في البلاد. الممثل الهندي عامر خان يعمل سفيرا لتلك الحملة، وقد عمل في العديد من إعلانات الخدمة العامة المتلفزة.

### الفلبين
في الفلبين، تتطلب القواعد واللوائح التنفيذية لقانون اللبن تشجيع الرضاعة الطبيعية على الأطفال حتى عمر السنتين أو أكثر. بموجب نفس القانون، إنه غير قانوني الإعلان عن حليب الأطفال أو بدائل لبن الأم المخصصة للأطفال البالغين من العمر 24 شهرًا أو أقل. ومع ذلك، وجد مسح أجرته منظمة الصحة العالمية عام 2008 أنه في المتوسط، كانت الأمهات في الفلبين يرضعن أطفالهن حتى عمر 14 شهرًا، مع الرضاعة الطبيعية التي تصل إلى 17 شهرًا في المتوسط في المناطق الريفية. ما يقرب من 58 ٪ من الأمهات اللاتي شملهن الاستطلاع في جميع أنحاء البلاد ما زلن يرضعن أطفالهن رضاعة طبيعية عندما كان عمر الأطفال سنة، و 34.2 ٪ من الأمهات لا يزلن يرضعن عندما كان أطفالهن في الثانية من العمر.
في عام 2012، أفيد بأنه تم إدخال تشريع يحد من تطبيق قانون الحليب (تقليل الفترة الزمنية التي تقضي بعدم تناول أغذية الأطفال الاصطناعية للأطفال من عمر 0 إلى 36 شهرًا في عام 2012، أفيد بأنه تم إدخال تشريع يحد من تطبيق قانون الحليب (تقليل الفترة الزمنية التي تقضي بعدم تناول أغذية الأطفال الاصطناعية للأطفال من عمر 0 إلى 36 شهرًا لمن صفر إلى ستة أشهر فقط)، فسيؤدي ذلك إلى رفع القيود المفروضة على التبرعات من منتجات الحليب الصناعي في حالات الطوارئ (تشجيع الأمهات ذوات الإعاقة على التحول إلى بدائل الحليب بدلاً من تشجيعهن على الاستمرار في الرضاعة الطبيعية بمساعدة أشخاص مساندين)، ستغير فترة إجازة الرضاعة المقررة قانوناً للأمهات المرضعات من الوضع المدفوع إلى وضع غير مدفوع الأجر، إزالة الحظر المفروض على شركات الحليب التي تقدم عينات مجانية من منتجات الحليب الصناعي في نظام الرعاية الصحية من صفر إلى ستة أشهر فقط)، فسيؤدي ذلك إلى رفع القيود المفروضة على التبرعات من منتجات الحليب الصناعي في حالات الطوارئ (تشجيع الأمهات ذوات الإعاقة على التحول إلى بدائل الحليب بدلاً من تشجيعهن على الاستمرار في الرضاعة الطبيعية بمساعدة أشخاص مساندين)، ستغير فترة إجازة الرضاعة المقررة قانوناً للأمهات المرضعات من الوضع المدفوع إلى وضع غير مدفوع الأجر، إزالة الحظر المفروض على شركات الحليب التي تقدم عينات مجانية من منتجات الحليب الصناعي في نظام الرعاية الصحية.

## الآثار النفسية
في كتاب «حان وقت الفطام»، تذكر كاثرين ديتويلر أن "المجتمعات الغربية والصناعية يمكن أن تعوض عن بعض (ولكن ليس كل) المنافع المناعية للرضاعة الطبيعية بالمضادات الحيوية واللقاحات والمرافق الصحية المحسنة. لكن الاحتياجات البدنية والمعرفية والعاطفية للشباب الطفل يستمر. " يستخدم العديد من الأطفال الذين يتم إرضاعهم رضاعة طبيعية في سنوات نومهم الحليب كطريقة مريحة للتقرب من أمهاتهم. في مسح عام 1974 لـ 152 من الأمهات، قال 17٪ أن الأمن الذي حصل عليه أطفالهم من خلال الرضاعة الطبيعية الممتدة ساعدهم على أن يصبحوا أكثر استقلالية، وقال 14٪ إن الرضاعة الممتدة خلقت رابطة قوية بين الأم والطفل، وقال 14.6٪ إن الرضاعة الطبيعية الممتدة عززت قدراتهم. وقالت أربع أمهات إنهن شعرن بأن أطفالهن يعتمدون عليه بشكل كبير، واعتبرت أمًا أن طفلها يفتقر للغذاء اللازم. قال الدكتور شتاين: «أمّ في تجربتي العملية التي رضعت طفلين حتى الثانية من العمر أوضحت أنها سوف تبطئ وتعطي اهتمامها غير المجزأ لطفلها عدة مرات كل يوم عند الرضاعة الطبيعية. كان أطفالها يعلمون أن لديها دائمًا وقتًا لذلك هذه المرة كانت مهمة للأم أيضا للاسترخاء.... بالنسبة للعديد من الأطفال الصغار تحت التمريض ورعاية الأم، يأتي الثدي ليخدم نفس الوظيفة مثل بطانية مفضلة أو دمية حيوان محشو في توفير الراحة والشعور بالأمن». إحدى المسائل المتعلقة بالرضاعة الطبيعية الممتدة هي قدرة الأم والطفل على الانفصال. يقول البعض إن الرغبة في الرضاعة الطبيعية الطويلة تأتي من عدم قدرة الأم على التخلي عن «طفلها». يدحض بالدوين هذا التصريح، قائلاً إن الطفل هو الشخص الذي يختار عندما يفطم، لأنه من الصعب جدًا إجبار الطفل على الرضاعة.

## الفوائد الصحية
تظهر الأبحاث الطولية أن الأطفال الذين أرضعوا أكثر من 12 شهراً يعانون من أمراض أقل ومعدلات وفيات أقل. يحتوي تكوين الحليب في السنة الثانية من الرضاعة الطبيعية على تركيزات أعلى بكثير من اللاكتوفيرين والليزوزيم الغلوبولين المناعي. وقد ثبت أن هذه تدعم المناعة لدى الطفل.